# Обединено училище „Христо Ботев“ (Макариополско)
Обединено училище „Христо Ботев“ е обединено училище в село Макариополско, община Търговище, разположено на ул. „Цоньо Райнов“ №2. Директор на училището е Милчо Василев Манев. Открито е през 1908 г.
По оценки от 2001 година учениците от цигански произход са около 20 процента.
През 2018 г. училището се преобразува от основно в oбединено училище с обучение от І до Х клас. В документа е записано, че от следващата учебна година там може да се въведе подготовка за професията „Работник в дървообработването“ със специалност „Производство на тапицирани изделия“, в която да продължат да се обучават завършилите основно образование.
В учебната 2017/2018 г. се обучават общо 82 ученици от селата Буховци, Буйново, Мировец, Пресяк, Пробуда, Алваново и Васил Левски.